# Die Hard (videogioco 1991)
Die Hard (ダイ・ハード?) è un videogioco d'azione pubblicato per Nintendo Entertainment System nel 1991 da Activision. Il suo gameplay è basato sul film del 1988 Trappola di cristallo. Il giocatore deve salvare degli ostaggi e combattere i terroristi, tramite una prospettiva dall'alto del Nakatomi Plaza di Los Angeles.

## Trama
John McClane decide di fare visita alla moglie Holly al Nakatomi Plaza, e scoprirà che l'intero palazzo è tenuto sotto scacco da dei terroristi al 30º piano. Il capo dei terroristi, Hans Gruber, mira al caveau dove sono contenuti più di 600 milioni di dollari. L'hacker, Theo, sta lentamente aprendo le serrature del caveau. McClane decide di combattere i terroristi con le proprie forze, da solo.

## Modalità di gioco
Ci sono 40 terroristi sparsi in tutto l'edificio, e il compito di John McClane è di ripulire ogni piano dai terroristi, e può usare le scale o l'ascensore per muoversi tra i vari piani, specialmente nei piani dal 31 al 35 (parecchi piani verranno sbloccati nella modalità Avanzata). In aggiunta, sparando alle griglie di ventilazione sui muri, John può entrare nei tubi di ventilazione e scendere in un punto prestabilito per muoversi su e giù tra i piani.
All'inizio del gioco, il protagonista può usare solo la pistola (con 15 proiettili) e i suoi pugni per disfarsi dei nemici, mentre più avanti nel gioco disporrà di altre armi, come mitragliatrici, esplosivi e flashbangs che useranno anche i terroristi. Quando McClane è colpito, qualche oggetto che ha nell'inventario cadrà per terra e dovrà raccoglierli di nuovo. Comunque, i proiettili hanno una distanza minima, e si può sparare solo in maniera dritta o a 45°. La salute di McClane, che si riduce con le ferite da proiettile, può essere ripristinata raccogliendo lattine di soda dai cadaveri dei nemici, dalle macchinette (sparando parecchi colpi a esse) o dalle stanze vuote. Quando il giocatore perde tutta la salute, la partita è finita.
Il giocatore ha circa quattro minuti prima che una delle sei chiusure del caveau si apra, ma può guadagnare molto tempo distruggendo il computer centrale sul quinto livello. Quando tutte le chiusure sono sbloccate, il caveau si apre e la battaglia finale si avvia. Il giocatore ha pochi minuti per raggiungere il 30º piano e confrontare Karl, Hans e il resto dei 40 terroristi non ancora uccisi.
Un aspetto interessante del gioco è che viene permesso di ascoltare Hans gridare ordini alle sue guardie usando una radio. Comunque, quando la seconda chiusura è sbloccata, Hans dirà ai suoi uomini di non usare la radio. Un'altra feature interessante è il "foot meter". Iniziando piena, la barra decrescerà se il giocatore calpesta frammenti di vetro o corre troppo. Se la barra si svuota, McClane camminerà molto lentamente rispetto a quando aveva la barra piena. Può essere ripristinata raccogliendo dei kit di pronto soccorso.
Le scelte del giocatore cambieranno la storia. Per esempio, se manca quasi un minuto, e il giocatore sconfigge Karl, l'ultima scena con John e Holly avvertirà il giocatore del fatto che il tetto è stato distrutto dall'elicottero mandato da Hans.